# Nuit gore
Nuit Gore (appelée également La Nuit Gore) est un programme autour du cinéma gore diffusé sur Canal+ le 25 mars 1999. Il concluait la première saison de l'émission Quartier interdit. 
Réalisée par Yannick Vallet, la Nuit Gore était présentée par Jean-Pierre Dionnet coauteur avec Marc Godin du programme complet.
Le programme d'une durée totale de 7 heures comprenait la diffusion de trois longs métrages et de trois documentaires.
La Nuit Gore est inspirée directement du livre de Marc Godin Gore, autopsie d'un cinéma.

## Déroulement de la nuit
- Plateau de présentation de la Nuit et du premier film par Jean-Pierre Dionnet
- Scream de Wes Craven
- Plateau de présentation du premier documentaire par Jean-Pierre Dionnet
- Sang pour sang gore de Yannick Vallet
- Plateau de présentation du deuxième film par Jean-Pierre Dionnet
- 2000 maniaques de Herschell Gordon Lewis
- Plateau de présentation du deuxième documentaire par Jean-Pierre Dionnet
- Du gore encore de Yannick Vallet
- Plateau de présentation du troisième film par Jean-Pierre Dionnet
- Baby Blood d'Alain Robak
- Dernier plateau de présentation par Jean-Pierre Dionnet
- Du Gore d'accord de Yannick Vallet